# Spring Hope
Spring Hope est une ville américaine située dans le comté de Nash dans l'État de Caroline du Nord. En 2010, sa population était de 1 320 habitants.

## Démographie
| 1890 | 1900 | 1910  | 1920  | 1930  | 1940  |
| ---- | ---- | ----- | ----- | ----- | ----- |
| 248  | 666  | 1 246 | 1 221 | 1 222 | 1 222 |

| 1950  | 1960  | 1970  | 1980  | 1990  | 2000  |
| ----- | ----- | ----- | ----- | ----- | ----- |
| 1 275 | 1 336 | 1 334 | 1 254 | 1 221 | 1 261 |

| 2010  | - | - | - | - | - |
| ----- | - | - | - | - | - |
| 1 320 | - | - | - | - | - |

## Source de la traduction
- (en) Cet article est partiellement ou en totalité issu de l’article de Wikipédia en anglais intitulé « Spring Hope, North Carolina » (voir la liste des auteurs).